# 柴田秀利
柴田 秀利（しばた ひでとし、1917年7月 - 1986年11月）は、日本のジャーナリスト、実業家。日米にまたがる広い人脈を駆使して、日本へのテレビ導入と日本テレビ設立、原子力利用、ゴルフブームに重要な役割を果たした。正力松太郎とも深く関係している。

## 経歴
- 1917年 愛知県東春日井郡瀬戸町（現瀬戸市）で生まれる。
- 1931年 ゴルフを始める（名古屋ゴルフ倶楽部）
- 1935年 愛知県立明倫中学校（現愛知県立明和高校）卒業。名古屋市大曽根の陶器絵付工場に住み込みで働くが、病気で勤めをやめる。
- 1936年4月 上京し青山学院大学英文学科入学。
- 1937年 全日本学生演劇連盟理事長（会長久米正雄、副会長岸田国士）
- 1940年 青山学院大学英文学科卒業。報知新聞社入社。
- 1941年 応召、岐阜の第68歩兵連隊へ入隊。
- 1942年 陸軍少尉で中国出征。
- 1943年 病気で内地帰還。応召解除。読売報知新聞社復社。社会部付大本営報道記者。千田是也、伊藤道郎らと「太陽の劇場」運動起こす。
- 1945年 連合軍総司令部担当記者となる。
- 1946年5月 食糧メーデー最中、高松宮、竹田恒徳（旧竹田宮）に呼ばれ、「何とかならんかねえ、頼むよ」と相談される。
  - 6月 読売新聞社長馬場恒吾とともに連合軍総司令部渉外局長フレイン・ベーカー代将を訪ね読売争議対策で協議。吉田茂首相と初対面、以後親交を深める。
- 1948年11月 NHKの嘱託を兼務、日本最初のニュース解説者となる。
- 1949年 読売新聞社退社
- 1951年4月 電波事情視察のため渡米、要人にテレビ計画実現の協力を要請。
  - 8月　NHKニュース解説者を辞任。
- 1953年3月 渡米、元アメリカ軍戦略諜報局（OSS）長官で弁護士のビル・ダナヴァン将軍にマイクロウェーブによる多重通信ネットワークシステム建設のための1000万ドル借款の協力を要請。4月15日、アメリカ対日協議会のウィリアム・リチャーズ・キャッスルから、手紙でウォルター・ロバートソンを紹介される。[1]
- 1955年ころ 原子力委員会の初代委員長となる正力松太郎と共に、反核感情が高まるもとで原子力発電を導入するために「毒をもって毒を制する」大キャンペーンを展開。[2]
- 1957年12月 日本テレビ放送網株式会社取締役就任。
- 1962年10月 よみうりランド建設計画のためアメリカ視察。
- 1963年5月 正力とけんか、10ヶ月出社せず。
- 1967年 日本テレビ専務取締役就任。
- 1968年9月 正力と再度衝突。日本テレビを去る。
- 1972年10月 財団法人公益法人協会設立。顧問就任。
- 1979年12月 穂高自然保護財団設立。理事長就任。
- 1986年10月 アメリカへ旅行、翌月フロリダでゴルフ中に客死。69歳没。[3]

## 著書
- 『戦後マスコミ回遊記』 中央公論社 1985年／中公文庫（上下） 1995年。解説佐野眞一
- 『炎のごとく、水のごとく　次代に賭けた柴田秀利遺稿集』中央公論事業出版、1990年

## 関連文献
- 有馬哲夫『原発・正力・CIA　機密文書で読む昭和裏面史』新潮新書、2008年。ISBN 978-410-610249-3
- 有馬哲夫『日本テレビとCIA　発掘された「正力ファイル」』新潮社、2006年。ISBN 978-410-302231-2／宝島社・文庫、2011年
- 有馬哲夫『CIAと戦後日本　保守合同・北方領土・再軍備』平凡社新書、2010年。ISBN 978-4582-85530-2
- 佐野眞一 『巨怪伝－正力松太郎と影武者たちの一世紀』文藝春秋、1994年11月。ISBN 978-4163494609／文春文庫（上下）、2000年
- 佐野眞一 『新 忘れられた日本人IV　昭和の人』毎日新聞社、2012年7月。ISBN 978-4620321394